# تکوک طلایی بز کوهی هگمتانه
تکوک طلایی بز کوهی هگمتانه از آثار باستانی دوره هخامنشی است که در شهر هگمتانه کشف شده‌است. این ریتون به شکل سر یک بز کوهی ساخته شده‌است. تکوک طلایی بز کوهی هگمتانه در موزه ملی ایران، موزه ایران باستان نگهداری می‌شود.